# Moneragala
Moneragala es una ciudad de Sri Lanka, capital del distrito homónimo en la provincia de Uva.

## Geografía
Se encuentra a una altitud de 165 m s. n. m. a 244 km de la capital nacional, Colombo, en la zona horaria UTC +5:30.

## Demografía
Según estimación 2011 contaba con una población de 10 736 habitantes.